# Campellolebias chrysolineatus
Campellolebias chrysolineatus és una espècie de peix de la família dels rivúlids i de l'ordre dels ciprinodontiformes.

## Morfologia
Els mascles poden assolir els 4 cm de longitud total.

## Distribució geogràfica
Es troba a la Sud-amèrica atlàntica.